# Petrus Comestor
Petrus Comestor (Troyes, 1100 körül – Párizs, 1179 körül) francia pap, teológus, krónikaíró. Mellékneve a latin comedo ('enni, falni') igéből ered, és valószínűleg könyveket falót jelent.
Petrus Comestor Troyes székesegyházi iskolájában lett ismert, ahol 1145 és 1164 között a káptalan dékánja is volt. 1164-től 1168-ig a párizsi székesegyházi iskola kancellárjaként működött. Műve a Historia scholastica seu historiae ecclesiasticae libri IV., amely a Bibliai könyveinek anyagát dolgozza fel a világ teremtésétől az apostolok haláláig. Ez a „bibliai történelem” volt a 17. századig a történeti tájékozódás egyik alapja a görög–római és a nemzeti történelmen kívül.
Petrus Comestor arról is nevezetes, hogy az elsők között írt glosszákat Petrus Lombardus szentenciáihoz.